# Luís Filipe Guimarães da Mota Veiga
Luís Filipe Guimarães da Mota Veiga, cujo pseudónimo é David Mestre (Loures, 1948 – Almada, 1998), foi um poeta, jornalista e crítico literário luso-angolano.

## Biografia
Nascido em  Portugal, foi para Angola ainda antes de ter um ano de idade. Nacionalizou-se mais tarde como angolano.
Teve o cargo de assessor de José Eduardo dos Santos, presidente da República de Angola.
Foi director do Jornal de Angola até 1992, foi fundador do grupo Poesias Hoje e director das páginas literárias «Forma» do jornal  Palavra. Faleceu em 1998, no Hospital Garcia de Horta, vítima de um acidente vascular cerebral.

## Obra
- Kir Nan
- Crónica do Ghetho (1973)
- Do Canto à Idade (1977)
- Nas Barbas do Bando (1985)
- Subscrito a Giz (1996)
- Lusografias Crioulas (1997)
- Crítica literária em Angola
- Um Trabalho Oficinal